# Ute Güster
Ute Güster es una deportista alemana que compitió para la RFA en taekwondo. Ganó tres medallas en el Campeonato Europeo de Taekwondo entre los años 1984 y 1988.

## Palmarés internacional
| Campeonato Europeo | Campeonato Europeo | Campeonato Europeo | Campeonato Europeo |
| Año                | Lugar              | Medalla            | Categoría          |
| ------------------ | ------------------ | ------------------ | ------------------ |
| 1984               | Stuttgart (RFA)    | Medalla de oro     | +73 kg             |
| 1986               | Seefeld (Austria)  | Medalla de plata   | +70 kg             |
| 1988               | Ankara (Turquía)   | Medalla de bronce  | +70 kg             |